# Valon Behrami
Valon Behrami (Kosovska Mitrovica, Kósovo, 19 de abril de 1985) es un exfutbolista suizo de origen kosovar. Jugaba como centrocampista y su último equipo fue el Brescia Calcio

## Biografía
Nació en Kosovo en el seno de una familia de etnia albanesa. Durante su infancia la situación política y económica en su ciudad natal era tan inestable que sus padres perdieron sus puestos de trabajo: la madre Halime dejó de ser secretaria y el padre Ragip dejó de ser un encargado de la empresa de plástico Koplast. Para brindar un mejor futuro a sus niños, la pareja decidió exiliarse en el pueblo suizo de Stabio, Cantón del Tesino.
La solicitud de asilo fue rechazada en numerosas ocasiones durante cuatro largos años, pero por lo menos los niños ya iban al colegio y tenían mucho éxito en las asociaciones deportivas del Tesino. De repente, llegó un golpe de suerte. Durante una de las cenas del club de Valon, los padres conocieron al que por aquel entonces era el director de Justicia del Tesino, Alex Pedrazzini, que justamente tenía un hijo que jugaba en el mismo equipo que Valon. Pedrazzini se dio cuenta de cuánto estaban sufriendo los hijos de la familia por los constantes rechazos de la solicitud de asilo y empezó a interceder por ellos. Su ayuda fue todo un éxito. Gracias a su apoyo y a la colaboración del abogado, las autoridades competentes, las comisiones de extranjería de Bellinzona y el entorno escolar y laboral de la familia, los Behrami obtuvieron el permiso de estancia en Suiza en 1998.

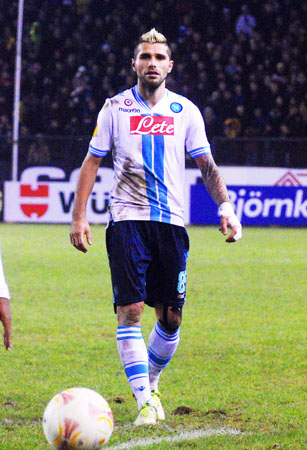
Valon Behrami con la camiseta del Napoli en 2012.

## Trayectoria

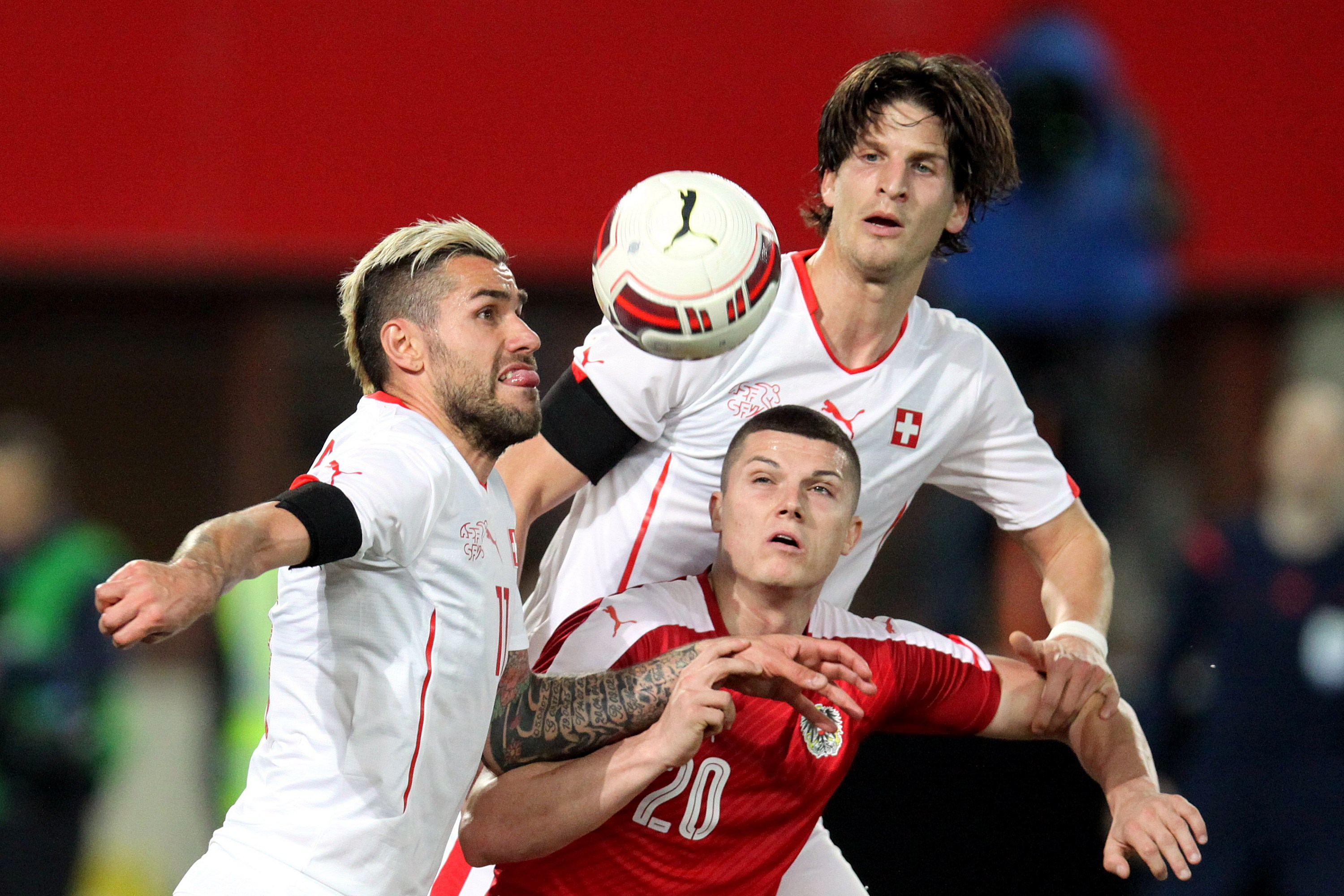
Amistoso entre Suiza y Austria

Debutó en el Lugano en 2002. El año después se mudó a la vecina Italia; en el país transalpino vistió la camiseta de Genoa, Hellas Verona y Lazio.
Jugó desde mediados de la temporada 2008-09 en el West Ham United de Inglaterra hasta que se marchó a la Fiorentina en la temporada 2010-11. El 16 de julio de 2012 fichó por el Napoli.

## Selección nacional
Behrami representó a Suiza en las selecciones sub-18 y sub-19.
Anotó un gol ante Turquía en el Stade de Suisse en el primer partido de los play-offs de la clasificación para la Copa Mundial de Fútbol de 2006. Suiza logró clasificar, pero Behrami no pudo disputar los dos primeros partidos debido a una lesión; sin embargo, pudo jugar en el tercero ante Corea del Sur. Fue titular en los tres partidos que Suiza disputó en la Eurocopa 2008. En la Copa Mundial de Fútbol de 2010, Behrami fue expulsado en el partido con Chile tras agredir a Arturo Vidal.
El 13 de mayo de 2014 el entrenador de la selección de Suiza, Ottmar Hitzfeld, incluyó a Behrami en la lista oficial de 23 jugadores convocados para afrontar la Copa Mundial de Fútbol de 2014, haciendo de este el tercer Mundial que disputaría.
El 4 de junio de 2018 el seleccionador Vladimir Petković lo incluyó en la lista de 23 para el Mundial. Tras la cita mundialista decidió retirarse a nivel internacional.

### Participaciones en Copas del Mundo
| Mundial           | Sede      | Resultado        | Partidos | Goles |
| ----------------- | --------- | ---------------- | -------- | ----- |
| Copa Mundial 2006 | Alemania  | Octavos de final | 1        | 0     |
| Copa Mundial 2010 | Sudáfrica | Primera fase     | 1        | 0     |
| Copa Mundial 2014 | Brasil    | Octavos de final | 4        | 0     |
| Copa Mundial 2018 | Rusia     | Octavos de final | 4        | 0     |

### Participaciones en Eurocopas
| Copa          | Sede            | Resultado        | Partidos | Goles |
| ------------- | --------------- | ---------------- | -------- | ----- |
| Eurocopa 2008 | Austria · Suiza | Primera fase     | 3        | 0     |
| Eurocopa 2016 | Francia         | Octavos de final | 4        | 0     |

## Clubes
| Club                  | País       | Año       |
| --------------------- | ---------- | --------- |
| A. C. Lugano          | Suiza      | 2002-2003 |
| Genoa C. F. C.        | Italia     | 2003-2004 |
| Hellas Verona F. C.   | Italia     | 2004-2005 |
| S. S. Lazio           | Italia     | 2005-2008 |
| West Ham United F. C. | Inglaterra | 2008-2011 |
| ACF Fiorentina        | Italia     | 2011-2012 |
| S. S. C. Napoli       | Italia     | 2012-2014 |
| Hamburgo S. V.        | Alemania   | 2014-2015 |
| Watford F. C.         | Inglaterra | 2015-2017 |
| Udinese Calcio        | Italia     | 2017-2019 |
| F. C. Sion            | Suiza      | 2019      |
| Genoa C. F. C.        | Italia     | 2020-2022 |
| Brescia Calcio        | Italia     | 2022      |

## Palmarés

### Títulos nacionales
| Título      | Club            | País   | Año     |
| ----------- | --------------- | ------ | ------- |
| Copa Italia | S. S. C. Napoli | Italia | 2013-14 |